# دختری از ماندی
«دختری از ماندی» (انگلیسی: The Girl from Monday) فیلمی در ژانر علمی–تخیلی به کارگردانی هال هارتلی است که در سال ۲۰۰۵ منتشر شد. از بازیگران آن می‌توان به لئو فیتزپاتریک و سابرینا لوید اشاره کرد.

## داستان
موجودی از سیاره‌ای دیگر و به شکل انسان پا به زمین می‌گذارد و با جک مدیر برجسته و سسیل همکار زن جک آشنا می‌شود. این موجود جدید جک و سسیل را با احساسات جدیدی آشنا می‌کند.